# ザ・コーズ
ザ・コーズ (the Chords) は、1950年代のアメリカ合衆国、ニューヨーク出身のドゥーワップ・グループで、ヒット曲「シュブーン」で知られている。

## キャリア
ザ・コーズは、カール・フィースター（Carl Feaster、リード）、クロード・フィースター（Claude Feaster、1933年9月23日 - 1975年11月、バリトン）、ジミー・キーズ（Jimmy Keyes、1930年5月22日 - 1995年7月22日、第1テノール：ニューヨーク市ブロンクス区出身、ニューヨーク市で死去）、フロイド・"バディ"・マクレエ（Floyd "Buddy" McRae 、第2テノール）、ウィリアム・"リッキー"・エドワーズ（William "Ricky" Edwards、バス）によって、1951年にニューヨーク市ブロンクス区で結成され、その後3年間は世に出ることはなかったが、地下鉄の駅で歌っているところを見出され、アトランティック・レコード傘下のキャット・レコードとの契約にこぎ着けた。
アトランティック・レコードのA&R担当だったジェリー・ウェクスラー (Jerry Wexler) は、ザ・コーズに、パティ・ペイジのヒット曲「Cross Over the Bridge」をカバーさせた（この曲は、チャンス・レコード (Chance Records) からフラミンゴス (The Flamingos) がカバーを出していた）。ところが、注目を集めたのはB面に収められた、アカペラの導入部で始まるボーカル曲「シュブーン」だった。「シュブーン」がヒットした後、A面は「Little Maiden」に差し替えられた。その後に出された白人グループであるクルー・カッツ (The Crew-Cuts) のカバーにおけるスキャットは、オリジナルのザ・コーズのバージョンでは歌われていない。
1954年6月末、「シュブーン」は全米チャートを上昇し、R&Bチャートで3位、ポップ・チャート9位に達し、両チャートでのヒットとなった。この曲は、ザ・クロウズ (the Crows) の1954年のヒット曲「Gee」（こちらもDJたちがA面/B面を入れ替えてヒットさせたアップビートなB面の曲）とともに、白人の聴衆に初めて紹介された、黒人のR&B音楽であった。
やがてザ・コーズは、（アメリカでもまだテレビの一般家庭への普及が進んでいない時期に）テレビ番組に出演した。ところが、ある、さほど知られていない別のグループが、ザ・コーズという同じ名前で既に活動していたことがわかり、出鼻をくじかれることになった。ザ・コーズはグループ名の変更を余儀なくされ、ザ・コードキャッツ (the Chordcats) とグループ名を改称した。以降、アトランティック・レコードの宣伝広報では、このグループが「シュブーン」を生み出した、オリジナルだといちいち説明するようになったが、その頃には既に、カナダ出身の白人グループ、クルー・カッツによる脱色されたポップ・バージョンが、ザ・コーズのR&Bバージョンをチャートから追い落としていた。
2004年、『ローリング・ストーン』誌が選んだオールタイム・グレイテスト・ソング500で、「シュブーン」は215位にランクされた。アトランティックはその後も、このグループのシングルを出し続けたが、チャート入りするようなヒット曲には恵まれなかった。復活を目指す最後の試みとして、1955年の半ばにグループ名が、彼らの大ヒット曲にちなんで、シュブーンズ (the Sh-Booms) と改称された。1950年代を通して、ザ・コーズ/コードキャッツ/シュブーンズはいろいろメンバー交代を重ね、1957年には、ヴィック・レコード (Vik Records) で今や忘れられたレコードを数枚制作したが、後にアトランティックに復帰し、1960年に最後のレコードを1枚作って、解散した。

## カバー・バージョン
「シュブーム」は、ザ・コーズの「メンバーの共作」であったが、彼らのもとにはこの曲から利益を得ようと考える多くの音楽出版会社から、権利を買いたいという申し出が殺到し、彼らは程なくして Hill & Range に権利を売った。たちまちカバー・バージョンが、ザ・コーズのオリジナル・シングル盤と並んで全米のラジオ局でオンエアされるようになった。カバーの中には、ビリー・ウィリアムズ・カルテットがコーラル・レコードから出した「カントリー風のバージョン」や、より広く知られたクルー・カッツ（カナダ）のマーキュリー盤などもあった。スタン・フリーバーグ (Stan Freberg) は、歌い手たちが「ぶつぶつ」つぶやくように歌うのをフリーバーグがこき下ろす、有名な（あるいは悪評で知られた）パロディを作った。